# Camille Lemonnier dans l'atelier de l'artiste
Camille Lemonnier dans l’atelier de l’artiste (en néerlandais : Camille Lemonnier in het atelier van de kunstenaar) est un tableau de l’artiste Alfred Stevens. Il s’agit d’un portrait de l’écrivain Camille Lemonnier faisant partie d’une série de peintures d’Alfred Stevens consacrées à son propre atelier.

## Histoire
Le tableau a été peint par Alfred Stevens à la fin du XIXe siècle.
Avant 2014, le tableau a appartenu à des collections privées, dont celles de l’antiquaire parisien André Fabius,. Le Fonds du patrimoine de la Fondation Roi Baudouin a fait l’acquisition du tableau en 2014.
Depuis 2015, l’œuvre est mise en dépôt aux Musées royaux des beaux-arts de Belgique à Bruxelles,.

## Description
Le tableau représente Camille Lemonnier dans son atelier d’artiste, debout en train de lire un livre. La multitude d’objets hétéroclites qui décorent l’atelier reflètent les centres d’intérêt de Lemonnier. On y reconnaît la reproduction d’un dessin d’Albrecht Dürer, un cheval en terre cuite, le masque de théâtre No, un éventail, une ombrelle en papier, des plumes de paon et un bouquet d’herbes de la pampa posé devant la fenêtre. Un tel amalgame d’objets hétéroclites permettait de créer une atmosphère personnelle, conforme aux usages de l’époque.